# Sei Putih Barat
Sei Putih Barat is een bestuurslaag in het regentschap Medan van de provincie Noord-Sumatra, Indonesië. Sei Putih Barat telt 11.642 inwoners (volkstelling 2010).